# Eparquia de Faridabad
A Eparquia de Faridabad (Latim:Eparchia Faridabadensis) é uma eparquia pertencente a Igreja Católica Siro-Malabar com rito Siro-Malabar. Está localizada no município de Faridabad, no estado de Harianá. É uma eparquia sufragânea da Arquieparquia Maior de Ernakulam-Angamaly. Foi fundada em 6 de março de 2012 pelo Papa Bento XVI. Com uma população católica de 175.000 habitantes, possui 74 paróquias com dados de 2020.

## História
Em 6 de março de 2012 o Papa Bento XVI cria a Eparquia de Faridabad. Desde sua fundação em 2012 pertence a Igreja Católica Siro-Malabar, com rito Siro-Malabar.

## Lista de eparcas
A seguir uma lista de eparcas desde a criação da eparquia em 2012.
|                       | Nome                       | Período               | Notas                 |
| Eparcas de Faridabad. | Eparcas de Faridabad.      | Eparcas de Faridabad. | Eparcas de Faridabad. |
| --------------------- | -------------------------- | --------------------- | --------------------- |
| 1º                    | Kuriakose Bharanikulangara | 2012 - atual          |                       |